# Queso Bonchester
El queso de Bonchester es un queso suave que se encuentra en Escocia. Se elabora con leche de vaca. Su nombre procede del lugar de producción en Bonchester Bridge, Roxburghshire. Su elaboración está regulada por las normas europeas sobre denominación de origen.